# Journal of the American Statistical Association
El Journal of the American Statistical Association (JASA) es la revista principal publicada por la American Statistical Association , el principal organismo profesional de estadísticos en los Estados Unidos . Se publica cuatro veces al año en marzo, junio, septiembre y diciembre por Taylor & Francis, Ltd en nombre de la Asociación Estadounidense de Estadística.
Como revista de estadística, publica artículos centrados principalmente en la aplicación de la estadística, la teoría y los métodos estadísticos en las ciencias económicas , sociales , físicas , de ingeniería y de la salud . La revista también incluye reseñas de libros académicos que son importantes para el avance del campo.
Tuvo un factor de impacto de 2.063 en 2010, el décimo más alto en la categoría "Estadísticas y probabilidad" de Journal Citation Reports.
En una encuesta de estadísticos de 2003, el Journal of the American Statistical Association ocupó el primer lugar, entre todas las revistas, en "Aplicaciones de la estadística" y el segundo (después de Annals of Statistics ) en "Estadística matemática".
El antecesor de esta revista comenzó en 1888 con el nombre de Publicaciones de la Asociación Estadounidense de Estadística. Se convirtió en Publicaciones trimestrales de la Asociación Estadounidense de Estadística en 1912 y JASA en 1922.